# Kaposszentjakab
Kaposszentjakab (také Zselicszentjakab) je lokalita s ruinami bývalého kláštera benediktinů. Nachází se v župě Somogy v jihozápadním Maďarsku. Klášterní areál a přilehlá vesnice jsou nyní místní částí města Kaposvár v okrese Kaposvár v jihozápadním Maďarsku.

## Dějiny
Klášter řádu benediktinů v roce 1061 založil na místě staršího kostela sv. Jakuba Většího  šomoďský župan Oto z rodu Györů. Zakládací listina je známa jen z pozdějších citací, podle nichž se zakladatel spolu s opatem měl stát správcem kláštera a po jeho smrti měl přejít pod správu krále. Vysvěcení kláštera roku 1067 se podle Vídeňské obrazové kroniky osobně zúčastnili král Šalamoun I. s princem Gejzou při návratu z Dalmácie. Roku 1190 král Béla III. vystavil klášteru majetkové privilegium, stejně jako jeho nástupci Emerich (1197) a Ondřej II. (1217). V roce 1243 se Györovci dohodli s bánem Opurem o společném patronátu nad klášterem. 
V roce 1256 darovali členové rodiny Győr svůj rodinný klášter pannonhalmskému arciopatství. V roce 1328 Péter a Miklós Györovi a synové vyměnili pozemky kláštera za jiné pannonhalmské. Posledními stavebními zásahy byly úpravy gotické a celkové opevnění areálu.
Vesnice župy Somogy utrpěly během tureckých válek velkou devastaci a v polovině 16. století byl zničen i klášter.

## Architektura
Ve zřícenině se dochoval půdorys trojlodního kostela a po jeho jižní straně kvadratura kláštera. Kostel patřil k východní ortodoxní (kavkazské, byzantské) tradici, stejně jako kostely v Tarnaszentmárii, Feldebrő, Székesfehérváru a Szekszárdu. Po archeologickém výzkumu z let 1960-1966 byl celý prostor kláštera odkryt, architektonicky upraven a nedávno proběhla jeho rekonstrukce. Z fragmentů byla sestaven jeden úsek stěny křížové chodby se sloupky v okénkách s polokruhovým záklenkem. 
Asi 20 metrů severně od klášterních budov se dochovaly ruiny centrální kaple na půdorysu oktogonu s polygonálním presbytářem, datované do konce 13. století. 